# 馮肇均
馮肇均（Justin Fung，1988年8月18日—），前香港無綫電視編導。現為自由身製作人。

## 簡歷
馮肇均於2012年加入無綫電視擔任助理編導，於2017年晉升為編導，作品包括《愛·回家之開心速遞》、《C9特工》、《大帥哥》等等。他於2020年離開無綫後成為自由身製作人，主要參與ViuTV電視劇的製作。

## 作品列表

### 電視劇（無綫電視）
| 年份   | 片名              | 職銜           |
| 2012年 | 大太監            | 助理編導       |
| 2012年 | 愛·回家 (第一輯)  | 助理編導       |
| 2013年 | 仁心解碼II        | 助理編導       |
| 2013年 | 舌劍上的公堂      | 助理編導       |
| 2014年 | 忠奸人            | 助理編導       |
| 2015年 | 無雙譜            | 助理編導       |
| 2015年 | 梟雄              | 助理編導       |
| 2015年 | 愛·回家 (第二輯)  | 助理編導       |
| 2016年 | 公公出宮          | 助理編導       |
| 2016年 | 律政強人          | 助理編導       |
| 2017年 | 愛·回家之八時入席 | 助理編導       |
| 2017年 | 愛·回家之開心速遞 | 編導、助理編導 |
| 2017年 | 味想天開          | 助理編導       |
| 2017年 | 迷                | 助理編導       |
| 2017年 | 超時空男臣        | 編導、助理編導 |
| 2018年 | 大帥哥            | 編導、助理編導 |
| 2020年 | C9特工            | 編導           |

### 電視劇（ViuTV）
| 年份   | 片名       | 職銜     |
| 2021年 | 大叔的愛   | 第一副導 |
| 2023年 | 極度俏郎君 | 第一副導 |
| 2023年 | 社內相親   | 第一副導 |

### 網絡電視劇
| 年份   | 片名     | 職銜     |
| 2022年 | 逐流時代 | 製作統籌 |

## 演出列表

### 電視劇（無綫電視）
| 年份 | 片名              | 角色 |
| 2018 | 大帥哥            | 肥兵 |
| 2020 | 愛·回家之開心速遞 | 言少 |

### 電視劇（ViuTV）
| 年份 | 片名       | 角色       |
| 2023 | 極度俏郎君 | 新聞報導員 |
| 2023 | 社內相親   | 外賣客人   |

### 網絡電視劇
| 年份   | 片名     | 角色 |
| 2022年 | 逐流時代 | 記者 |